# نواه جان هولم
نواه جان هولم (بالبوكمول: Noah Jean Holm) هو لاعب كرة قدم نرويجي، ولد في 2001.

## وصلات خارجية
- نواه جان هولم على موقع الاتحاد الأوربي (الإنجليزية)
- نواه جان هولم على موقع اتحاد النرويج (النرويجية)
- نواه جان هولم على موقع قاعدة بيانات كرة القدم.إي يو (الإنجليزية)
- نواه جان هولم على موقع Soccerbase.com (لاعب) (الإنجليزية)
- نواه جان هولم على موقع Soccerway.com (الإنجليزية)